# П'єр Лоті
П'єр Лоті (фр. Pierre Loti, справжнє ім'я — Луї Марі-Жульєн Віо (фр. Louis Marie-Julien Viaud); 14 січня 1850, Рошфор. — 10 червня 1923, Андай) — французький письменник, офіцер французького флоту. За політичними уподобаннями — тюркофіл.

## Біографія
Народився у місті Рошфор, Франція. Став офіцером військового флоту та мандрував на Далекому та Близькому Сході. Це стало джерелом натхнення для написання художніх творів, сповнених екзотики та пригод. Саме це забезпечило офіцеру надзвичайну популярність у Європі, де його багато перекладали і захоплювалися (зокрема в Україні) на межі ХІХ і XX століття.
З 1891 року член Французької академії наук.
Скандальну славу письменник має у Болгарії, оскільки під час Балканських воєн написав низку статей на підтримку Османської імперії, в яких захищав чесноти османів, а війну Болгарії проти Османської імперії називав не інакше як хижацькою. У відповідь болгарський поет Іван Вазов написав вірш «На Пиер Лоти» (листопад 1912). Щоправда, це не похитнуло тюркофільських поглядів письменника, що принесло йому особливу пошану надалі в самій Туреччині.
Твори Лоті перекладала українською мовою Ольга Косач-Кривинюк.

## Твори
- 1879 — Aziyadé, романтична історія кохання французького офіцера та красивої турчанки;
- 1881 — Le Roman d'un spahi, перший роман, підписаний ім'ям «П'єр Лоті»; дія відбувається у Сенегалі;
- 1882 — Le Mariage de Loti (Rarahu)
- 1883 — Trois journées de guerre en Annam
- 1883 — Mon frère Yves
- 1886 — Pêcheur d'Islande, винятково успішний роман;[5]
- 1887 — Madame Chrysanthème, також успішний роман;
- 1890 — Au Maroc и Le Roman d'un enfant,[6] автобіографічний текст, у якому автор розповідає про власне дитинство;
- 1892 — Fantôme d'Orient
- 1897 — Ramuntcho — «Рамунчо», роман про молодого контрабандиста з Країни Басків;
- 1906 — Les Désenchantées, ще один популярний роман;
- 1918 — L'Horreur allemande, Les Massacres d'Arménie
- 1919 — Prime jeunesse

## Переклади українською
- Льоті Петро, Рыбак исляндскій. Львів, 1893.
- Лоті П. Ісляндський рибалка. Пер. Н.Ю. Трикулівської-Дубровської. Передм. П.С. Когана. Х., "Український робітник" (1928) XIII, 204 c.
- Лоті П. Допоки житиму. Пер. з фр. Степан Пінчук.- К.: Молодь, 1991.- 160 с.